# 契卡洛夫站 (莫斯科地鐵)
契卡洛夫站（羅馬化：Chkalovskaya）是莫斯科地鐵柳布林諾－德米特羅夫線的一個車站，開通於1995年12月28日。站名是紀念蘇聯飛行員瓦列里·契卡洛夫。

## 外部連結
- （俄文） Mymetro.ru
- （俄文） Mosmetro.ru
- （俄文） News.metro.ru （页面存档备份，存于）
- （英文） KartaMetro.info – Station location and exits on Moscow map (English/Russian)